# Sévaré
Koordinaten: 14° 32′ N, 4° 6′ W
Sévaré ist ein Ort in Mali, der etwa 12 km von Mopti entfernt liegt. Er hat etwa 50.000 Einwohner.
In Sévaré befindet sich der Flughafen Aéroport Mopti Ambodedjo (MZI), der die Region Mopti  mit  Verbindungen unter anderem nach Bamako, Timbuktu, Paris und Marseille versorgt.

Der Ort hat im Gegensatz zu Mopti kaum Sehenswürdigkeiten, verfügt wegen seiner verkehrsgünstigen Lage jedoch über eine Reihe von Übernachtungsmöglichkeiten und Hotels.
In Sévaré errichtet die European Union Training Mission Mali seit 2020 unter Führung der Bundeswehr ein Ausbildungszentrum für die malischen Streitkräfte. Im Ort befindet sich das Camp Hamadoun Bocary Barry dit Balobo des Malischen Heers.